# DRS

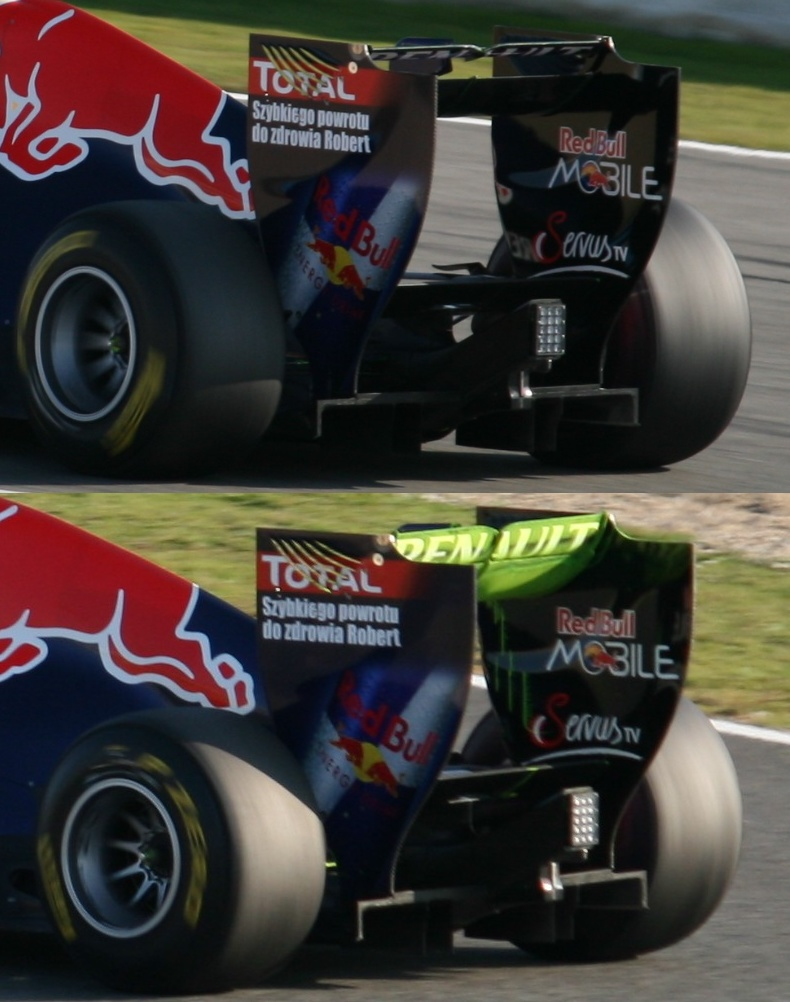
Az állítható hátsó szárny a RedBull RB7 autóin

A DRS (teljes néven: Drag Reduction System = Légellenállás-csökkentő Rendszer) a Formula–1-ben és a DTM-ben használt rendszer, amely segíti az előzést. Minden pályán a futamon 1 vagy 2 DRS zónát jelöl ki a versenyigazgatóság. A Formula-1-be a 2011-es szezon során lett bevezetve. Eddig a leghatékonyabb a 2011-es török nagydíjon volt, ahol 82 előzést lehetett látni és az addigi szezonban több előzés volt, mint a teljes 2009-es szezonban.

## Használata
A versenyző az edzések alatt bármikor használhatja a pálya kijelölt pontjain - amennyiben a versenyigazgatóság másként nem rendelkezik -, de a futamon, csak a 2. kör megkezdése után, száraz körülmények között lehet használni a kijelölt előzési zónában.
Az előzési zóna előtt kijelölt mérési ponton - általában 2 kanyarral az aktiválási pont előtt - kap jelzést a versenyző, hogy használhatja-e a rendszert. Ezen a ponton mérik az üldöző és az üldözött távolságát. A DRS-t akkor használhatja a támadó helyzetben lévő versenyző, ha az előtte haladóhoz képest legfeljebb 1 másodperc a hátránya és körön belül vannak. Ilyenkor a versenyző megnyomja a DRS gombot, így a hátsó szárny felső idoma vízszintes helyzetbe áll, vagyis kinyílik, ezzel csökken a légellenállás és az autó plusz sebességre tesz szert. A rendszer fékezéskor automatikusan visszazár.
A rendszer használata ideális esetben megkönnyíti az előzést, de legalábbis segít közelebb kerülni az elöl haladó versenyzőhöz. A tapasztalat szerint a KERS-szel együtt használva jelenthet nagy előnyt.

## Pályák
Pályák, ahol 1 DRS-zóna van                              
- monacói (rajt-cél egyenes)
- japán (rajt-cél egyenes)

Pályák, ahol 2 DRS zóna van:
- maláj (rajt-cél egyenes/14-es és 15-ös kanyar között)
- ausztrál (rajt-cél egyenes/2-es és 3-as/10-es és 11-es kanyar közötti szakasz)
- kanadai (rajt-cél egyenes/13-as és 14-es kanyar közötti szakasz)
- kínai (a hátsó hosszú egyenes második fele, kb. 600 m/rajt-cél egyenes)
- spanyol (rajt-cél egyenes/9-es és 10-es kanyar között)
- angol (4-es kanyart követő kigyorsítástól a 6-os kanyart megelőző féktávig/Chapel és a Stowe kanyar közötti egyenesben)
- német (Nürburgring:rajt-cél egyenes/11-es és 13-as kanyar között Hockenheimring: 3-as és 4-es között)
- belga (a 4-es kanyar kijáratától az 5-ös kanyarig/19-es és 1-es k
- magyar (rajt-cél egyenes/1-es és 2-es kanyar között)
- bahraini (rajt-cél egyenes/10-es és 11-es kanyar között)
- osztrák (rajt-cél egyenes/2-es és 3-as kanyar között)
- olasz (rajt-cél egyenes/6-os és 7-es kanyar között)
- szingapúri (rajt-cél egyenes/5-ös és 7-es kanyar között)
- amerikai (rajt-cél egyenes/11-es és 12-es kanyar között)
- brazil (15-ös és 1-es kanyar között/3-as és 4-es kanyar között)
- abu dhabi (7-es és 8-as kanyar között/10-es és 11-es kanyar között)

A zónák kezdőpontja le van festve egy fehér vonallal, a pálya mellett pedig egy „DRS” feliratú tábla található.